# Klaus Gahr
Klaus Gahr (* 26. Juli 1955) ist ein ehemaliger deutscher Fußballspieler, der im Oktober und November des Jahres 1979 die letzten zwei Länderspiele in der Geschichte der deutschen Fußballnationalmannschaft der Amateure absolviert hat.

## Laufbahn
Der Offensivspieler Klaus Gahr kam aus der eigenen Nachwuchsabteilung der Schwarz-Gelben vom MTV Gifhorn in die 1. Mannschaft der Allerstädter. Beim Übergang des Nachwuchsfußballers in den Seniorenfußball trat der MTV im Niedersächsischen Fußballverband in der Verbandsliga Ost an. Als zur Saison 1976/77 Wolf-Rüdiger Krause das Spielertraineramt übernahm, feierte der Verein aus der beschaulichen Heidestadt überlegen mit 53:7 Punkten die Meisterschaft in der Verbandsliga und damit den Aufstieg in die Landesliga Niedersachsen. Im Jahr 1978 gewannen Gahr und Kollegen den Niedersachsenpokal und feierten zusammen mit dem SV Meppen in der Saison 1978/79 den Aufstieg in die Amateur-Oberliga Nord. In der Aufstiegsrunde hatte der Angreifer alle sechs Spiele gegen den SV Meppen, ASV Bergedorf 85 und NTSV Strand 08 absolviert und dabei sechs Tore erzielt. Beim Aufsteiger absolvierte Angreifer Gahr in der Saison 1979/80 alle 34 Rundenspiele und erzielte 15 Tore. Herausragend waren seine fünf Tore am 7. Oktober 1979 beim 7:2-Heimerfolg gegen die Amateure von Werder Bremen. Aber auch seine Vorstellung in der Auswahl von Niedersachsen im Länderpokal am 11. September 1979 beim 1:0-Erfolg gegen Bremen hatte überzeugt. Er wurde vom damals zuständigen DFB-Trainer Erich Ribbeck in die deutsche Fußballnationalmannschaft der Amateure berufen.
Der Spieler aus Gifhorn debütierte am 31. Oktober 1979 beim Freundschaftsländerspiel in Osnabrück im Stadion an der Bremer Brücke gegen das B-Team der Sowjetunion in der Amateurnationalmannschaft. Bei der 1:3-Niederlage erzielte er den Ehrentreffer der deutschen Amateurauswahl. Den Angriff bildete er zusammen mit Jürgen Halbe und Ralf Obermüller. Im Kicker-Sportmagazin wurde er im Spielbericht, als „die Entdeckung“ des Spiels beschrieben. „Ich bin mit den Leistungen voll zufrieden“, meinte DFB-Trainer Ribbeck im Anschluss. Am 14. November fand in Baunatal das letzte Olympia-Qualifikationsspiel gegen Norwegen stattfand. Mit den Mannschaftskameraden Valentin Herr, Roland Dickgießer, Karl Richter, Dieter Kohnle, Ralf Obermüller und Arno Wolf konnte der Sturmführer aus Gifhorn die 0:1-Heimniederlage aber nicht verhindern. Mit dem 154. Länderspiel endete die Geschichte der Amateurnationalmannschaft.
Damit beendete der DFB den Versuch, mit den sogenannten „Olympia-Amateuren“ aus der Bundesliga und Zweiten Liga gegen die „Staats-Amateure“ aus dem Ostblock konkurrieren zu können, die seit 1952 – weitgehend mit A-Nationalmannschaften – sämtliche olympische Goldmedaillen errungen hatten. Die Konzeption war immer umstritten gewesen und hatte sich am Rande der Amateur-Legalität bewegt. Die geistigen Väter der kühnen Konstruktion rechtfertigten sich damit, dass der Ostblock ja noch viel weniger Hemmungen an den Tag gelegt hatte und auch andere Sportarten mit der Auslegung des Amateurbegriffs nicht gerade pingelig verfahren waren.
Für Gahr gab es noch den Länderpokalwettbewerb der Saison 1979/80 mit dem Rückspiel gegen Bremen (1:0) am 21. November 1979 – da war noch Vereinskollege Hans-Heinrich Pahl im Einsatz – sowie die zwei Wettbewerbsspiele gegen die Auswahl von Hessen im Dezember 1979 und Januar 1980. Er scheiterte im Rückspiel mit seinen Auswahlkollegen im Elfmeterschießen gegen den hessischen Gastgeber in Haiger. In der Saison 1980/81 vertrat er die Farben des NFV in den Spielen gegen Hamburg, Niederrhein und Westfalen. Auch die zwei Auftritte im DFB-Pokal am 6. August 1978 gegen den FK Pirmasens (0:3) und am 25. August 1979 im heimischen Sportzentrum Bleiche-Knickwall vor 3200 Zuschauern gegen den Bundesligisten Bayer 04 Leverkusen waren sportliche Höhepunkte. Bei der 1:4-Niederlage gegen Leverkusen erzielte Gahr gegen Torhüter Fred-Werner Bockholt den Ehrentreffer des MTV Gifhorn. Im vierten Jahr in der Amateur-Oberliga, 1982/83, belegten Gahr und Kollegen hinter Meister FC St. Pauli, Werder Bremen Amateure und Holstein Kiel den vierten Rang und waren damit die erfolgreichste Oberligaelf aus Niedersachsen.
Von 1979 bis 1984 hat Klaus Gahr für den MTV Gifhorn in der Amateur-Oberliga Nord 149 Ligaspiele absolviert und 40 Tore erzielt.